# Super League (Europa)
Die Super League  ist die einzige vollständig professionalisierte Liga für Rugby League in der nördlichen Hemisphäre. Sie wird vom britischen Verband Rugby Football League (RFL) organisiert und umfasst 12 Mannschaften. Zehn stammen aus England und je eine aus Frankreich und Kanada. Die erstmals 1996 ausgetragene Super League löste die oberste Spielklasse der seit 1895 bestehenden Rugby Football League Championship ab.

## Meisterschaftsmodus
An der Super League sind 12 Mannschaften beteiligt. Die von Februar bis Juli dauernde Saison umfasst eine Hinrunde und Rückrunde, unterbrochen vom Magic Weekend (früher Millennium Magic) in Cardiff mit je einem Spiel. Nach Ende der insgesamt 23 Spielrunden umfassenden regulären Saison folgen die Super-8-Playoffs, in denen die vier Halbfinalteilnehmer ermittelt werden. Das darauf folgende Super League Grand Final wird jeweils im Old Trafford in Manchester ausgetragen. Die Super-8-Playoffs funktionieren wie folgt:
- Nach Ende der regulären Saison kommen die ersten acht Mannschaften in die Super-8-Playoffs, während die restlichen vier mit den ersten vier Mannschaften aus der Championship im sogenannten Super-8-Qualifikationsturnier spielen.

- Nun werden sieben Runden gespielt, also jeder gegen jeden ohne Rückspiel. Bei den Super-8-Playoffs zählen auch die Punkte aus der vorherigen Runde, das heißt, wer nach der regulären Saison 33 Punkte hatte, hat nach einem Sieg in den Playoffs insgesamt 35 Punkte. Beim Super-8-Qualifikationsturnier hingegen wird alles auf null gesetzt, so dass die Platzierung aus der vorherigen Runde keine Rolle spielt.

- Nachdem die Runden beendet sind, spielen die ersten vier Mannschaften der Super-8-Playoffs um den Einzug ins Finale. Im Halbfinale spielt der Erstplatzierte gegen den Viertplatzierten und der Zweit- gegen den Drittplatzierten. Der Gewinner des Super League Grand Final spielt gegen den Meister der australisch-neuseeländischen National Rugby League in der World Club Challenge um den Weltpokal.

- Im Super-8-Qualifikationsturnier kommen, nachdem die Runden beendet sind, die ersten drei Mannschaften in die Super League, während die letzten drei in die Championship kommen. Der Viert- und Fünftplatzierte tragen ein Relegationsspiel, das sogenannte Million Pound Game, darum aus, wer in der Super League spielen darf. Durch dieses Format gibt es anders als in vielen anderen Ligen keine vorher festgelegte Zahl von Auf- und Absteigern, diese kann je nach Platzierung der Mannschaften und Ausgang des Relegationsspiels stark variieren.

## Mannschaften 2020
| Mannschaft                 | Stadion                     | Stadt/Region                                           |
| -------------------------- | --------------------------- | ------------------------------------------------------ |
| Castleford Tigers          | The Mend-A-Hose Jungle      | Castleford, West Yorkshire                             |
| Catalans Dragons           | Stade Gilbert Brutus        | Perpignan, Département Pyrénées-Orientales, Frankreich |
| Huddersfield Giants        | John Smith’s Stadium        | Huddersfield, West Yorkshire                           |
| Hull FC                    | KCOM Stadium                | Kingston upon Hull, East Riding of Yorkshire           |
| Hull Kingston Rovers       | Lightstream Stadium         | Kingston upon Hull, East Riding of Yorkshire           |
| Leeds Rhinos               | Headingley Carnegie Stadium | Leeds, West Yorkshire                                  |
| Salford Red Devils         | AJ Bell Stadium             | Salford, Greater Manchester                            |
| St Helens RLFC             | Totally Wicked Stadium      | St Helens, Merseyside                                  |
| Toronto Wolfpack           | Lamport Stadium             | Toronto, Ontario, Kanada                               |
| Wakefield Trinity Wildcats | Beaumont Legal Stadium      | Wakefield, West Yorkshire                              |
| Warrington Wolves          | Halliwell Jones Stadium     | Warrington, Cheshire                                   |
| Wigan Warriors             | DW Stadium                  | Wigan, Greater Manchester                              |

## Geschichte
1996 gründete die News Corporation von Rupert Murdoch die australische Super League, um sich beim Kampf um Übertragungsrechte gegen die Australian Rugby League durchzusetzen. Beide Ligen fusionierten im darauf folgenden Jahr zur National Rugby League.
Murdoch wandte sich auch an britische und französische Vereine mit dem Vorschlag, die Super League Europe (SLE) zu bilden. Eine große Geldsumme beeinflusste die Entscheidungsfindung und die erste Saison begann 1996. Als Teil der Vereinbarungen wurde die Saison vom Winter- ins Sommerhalbjahr verschoben.
Zunächst waren verschiedene Fusionen bestehender Vereine vorgesehen:
- die Castleford Tigers, die Wakefield Trinity Wildcats und die Featherstone Rovers in der Region Calder
- der Hull FC und die Hull Kingston Rovers in der Region Humberside
- der Whitehaven RLFC, Workington Town, die Barrow Raiders und der Carlisle RLFC in Cumbria
- die Warrington Wolves und die Widnes Vikings in Cheshire
- die Salford City Reds und die Oldham Roughyeds in der Region Manchester
- die Sheffield Eagles und die Doncaster Lakers in South Yorkshire

Zusätzlich sollten folgende nichtfusionierten Vereine der Liga angehören: St Helens RLFC, Wigan Warriors, Leeds Rhinos, Bradford Bulls, Halifax RLFC, London Broncos, Paris Saint-Germain und Toulouse Olympique.
Diese Pläne stießen aber auf großen Widerstand, so dass schließlich nur bestehende Vereine in den neuen Wettbewerb aufgenommen wurden. Aus der obersten Liga Englands waren nur die zehn besten Mannschaften zugelassen (ohne Wakefield und Widnes). Die London Broncos, die Viertplatzierten der zweiten Liga, wurden aus wirtschaftlichen Gründen aufgenommen. Außerdem bildete sich mit Paris Saint-Germain eine neue französische Mannschaft.
Nach zwei Jahren löste sich das Team von Paris Saint-Germain wieder auf, und die Super League bestand nur noch aus englischen Mannschaften. Auf- und Abstieg zwischen der Super League und der National League One wurden wieder eingeführt und 2002 war die Super League wieder vollständig ins englische Ligensystem integriert, so dass sie im Endeffekt eigentlich nur eine umbenannte oberste Liga darstellt. Seit 2006 ist mit den Dragons Catalans aus Perpignan wieder eine französische Mannschaft beteiligt, die während drei Jahren Schutz vor einem möglichen Abstieg genoss.
Auf die Saison 2009 hin erhielten die Celtic Crusaders aus Wales und die Salford City Reds eine Lizenz, womit die Super League nun 14 Mannschaften umfasste. Nach 2009 gab es keinen automatischen Absteiger aus der Super League mehr, die Vereine wurden auf der Basis einer Franchise zugelassen. Eine alle drei Jahre stattfindende Überprüfung der Franchises sollte gewährleisten, dass unterklassige Vereine auch weiterhin die Chance besaßen, aufzusteigen.
Für die Saison 2012 wurde den Crusaders die Lizenz entzogen. Sie wurden durch die Widnes Vikings ersetzt.
In der Saison 2014 stiegen die Bradford Bulls und die London Broncos ab, wodurch sich die Anzahl der Mannschaften wieder auf 12 reduzierte. Seit der Saison 2015 gibt es wieder einen Auf- und Abstieg zwischen der Super League und der Championship.

## Ergebnisse der bisherigen Finalspiele
| Saison | Meister        | Ergebnis | Zweiter Finalist   | Tabellenführer nach Ende der regulären Saison |
| ------ | -------------- | -------- | ------------------ | --------------------------------------------- |
| 1996   | St Helens      |          |                    | St Helens                                     |
| 1997   | Bradford Bulls |          |                    | Bradford Bulls                                |
| 1998   | Wigan Warriors | 10-4     | Leeds Rhinos       | Wigan Warriors                                |
| 1999   | St Helens      | 08-6     | Bradford Bulls     | Bradford Bulls                                |
| 2000   | St Helens      | 29-16    | Wigan Warriors     | Wigan Warriors                                |
| 2001   | Bradford Bulls | 37-6     | Wigan Warriors     | Bradford Bulls                                |
| 2002   | St Helens      | 19-18    | Bradford Bulls     | St Helens                                     |
| 2003   | Bradford Bulls | 25-12    | Wigan Warriors     | Bradford Bulls                                |
| 2004   | Leeds Rhinos   | 16-8     | Bradford Bulls     | Leeds Rhinos                                  |
| 2005   | Bradford Bulls | 15-6     | Leeds Rhinos       | St Helens                                     |
| 2006   | St Helens      | 26-4     | Hull FC            | St Helens                                     |
| 2007   | Leeds Rhinos   | 33-6     | St Helens          | St Helens                                     |
| 2008   | Leeds Rhinos   | 24-16    | St Helens          | St Helens                                     |
| 2009   | Leeds Rhinos   | 18-10    | St Helens          | Leeds Rhinos                                  |
| 2010   | Wigan Warriors | 22-10    | St Helens          | Wigan Warriors                                |
| 2011   | Leeds Rhinos   | 32-16    | St Helens          | Warrington Wolves                             |
| 2012   | Leeds Rhinos   | 26-18    | Warrington Wolves  | Wigan Warriors                                |
| 2013   | Wigan Warriors | 30-16    | Warrington Wolves  | Huddersfield Giants                           |
| 2014   | St Helens      | 14-6     | Wigan Warriors     | St Helens                                     |
| 2015   | Leeds Rhinos   | 22-20    | Wigan Warriors     | Leeds Rhinos                                  |
| 2016   | Wigan Warriors | 12-6     | Warrington Wolves  | Warrington Wolves                             |
| 2017   | Leeds Rhinos   | 24-6     | Castleford Tigers  | Castleford Tigers                             |
| 2018   | Wigan Warriors | 12-4     | Warrington Wolves  | St Helens                                     |
| 2019   | St Helens      | 23-6     | Salford Red Devils | St Helens                                     |
| 2020   | St Helens      | 08-4     | Wigan Warriors     | Wigan Warriors                                |
| 2021   | St Helens      |          |                    |                                               |
| 2022   | St Helens      | 24-12    | Leeds Rhinos       | St Helens                                     |

| Titel | Verein         | Saison                                         |
| ----- | -------------- | ---------------------------------------------- |
| 8     | Leeds Rhinos   | 2004, 2007, 2008, 2009, 2011, 2012, 2015, 2017 |
| 8     | St Helens      | 1996, 1999, 2000, 2002, 2006, 2014, 2019, 2020 |
| 5     | Wigan Warriors | 1998, 2010, 2013, 2016, 2018                   |
| 4     | Bradford Bulls | 1997, 2001, 2003, 2005                         |

1996 und 1997 gewann die erstplatzierte Mannschaft in der Tabelle die Meisterschaft, in den folgenden Playoffs wurde ein separater Titel (Premiership) vergeben. In beiden Jahren gewann Wigan im Finale gegen St Helens.